# 석유지질학
석유지질학(Petroleum geology)은 탄화수소 연료의 기원, 발생, 이동, 축적 및 탐사에 대한 연구이다. 탄화수소 탐색(석유 탐사)에 적용되는 특정 지질학 분야 집합을 나타낸다.

## 같이 보기
- 유기적 퇴적암